# Steppke
Steppke (niederdeutsche Verkleinerungsform von Stopfen) bezeichnet im Berliner Dialekt mit positivem Beiklang einen pfiffigen kleinen Jungen. Es enthält die typische Diminutivendung „-ke“, die auch in anderen berlinerischen Wendungen wie „Raffke“ zu finden sind. Als Anrede für einen kleinen Jungen oder eine koboldartige Figur im Steppkespiel ist der Begriff bereits in der zweiten Hälfte des 19. Jahrhunderts  belegt.

## Weiteres
„Steppke“ ist auch der deutsche Name der vom belgischen Zeichner Hergé erfundenen Comicfigur „Flupke“, die ab 1930 in dem Comicstrip Quick et Flupke (Stups und Steppke) aufgetreten ist.
Steppke ist auch der Name eines Gens, welches in der Taufliege Drosophila melanogaster als Schlüsselkomponente des Insulin-Signalwegs entdeckt wurde. Der Name wurde gewählt, da Drosophila-Mutanten, die ein defektes Steppke-Gen tragen, eine im Vergleich zu Wildtypen stark reduzierte Körpergröße aufweisen. Steppke gehört zur Familie der Cytohesin-Proteine, die auch in Säugetieren existieren und deren Funktionsverlust zu einer TypII Diabetes mellitus-Erkrankung führen kann.